# Emil Haupt

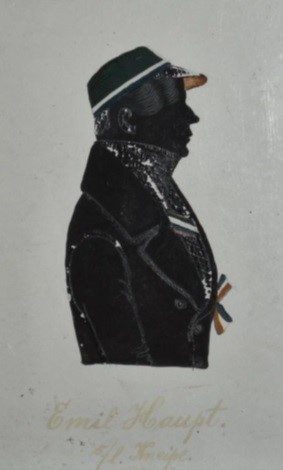
Emil Haupt

Julius Leonhard August Emil Haupt (* 29. April 1819 in Lich; † 3. September 1866 in Nassau (Lahn)) war ein deutscher Arzt und Politiker im Herzogtum Nassau.

## Leben
Haupt war der Sohn des Rentmeisters der Herrschaft Stein zu Nassau, Caspar Friedrich Haupt (* 16. Januar 1787 in Iserlohn; † 31. Mai 1865 in Nassau an der Lahn) und dessen Ehefrau Johanne Constantia Charlotte geb. David (* 24. Juni 1784 in Birnbaum (Posen), † 4. April 1863 in Kirberg), der Tochter des Kaufmanns Johann Gottfried David. Haupt war evangelischer Konfession und heiratete Amalie Christine Henriette von Eck (* auf dem Erlenhof bei Mappershain, † 8. Dezember 1900 in Nassau an der Lahn), die Tochter des Gutsbesitzers und Abgeordneten Friedrich Arnold von Eck und der Amalie Victoria geb. Grüter.
Emil Haupt besuchte das Pädagogium Hadamar und 1833 bis 1837 das Gymnasium Philippinum Weilburg. Er studierte an der Georg-August-Universität Göttingen und der Philipps-Universität Marburg Medizin. Als Angehöriger der Hassia Göttingen und der Hassia Marburg stiftete er im Juli 1839 das Corps Hasso-Nassovia. Er wechselte schließlich an die Friedrich-Wilhelms-Universität zu Berlin und wurde zum Dr. med. promoviert. Er war 1842 bis 1846 Medizinalakzessist im Amt Nassau. Zwischen 1846 und 1856 erwarb er weitere Qualifizierungen in Berlin und Wien.
Nach der Deutschen Revolution 1848/49 war er 1849–1851 Mitglied der Landstände des Herzogtums Nassau für den Wahlkreis 1 (Dillenburg/Herborn) als Nachfolger von Ernst Wenckenbach.
1856 war er Gründer und Leiter des Instituts für Elektrizität, Heilgymnastik, Kiefernadel- und Kaltwasserbäder in Nassau an der Lahn, bekannt als Kaltwasserheilanstalt. 
Hasso-Nassovia wählte ihn zum Ehrenmitglied.